# دیوید توماس نیش
دیوید توماس نیش (به انگلیسی: David Thomas Nish) (زاده ۵ مه ۱۹۶۰) کارآفرین، اقتصاددان و مدیر ارشد اجرایی اسکاتلندی است، که در حال حاضر به‌عنوان مدیر عامل اجرایی شرکت استاندارد لایف فعالیت می‌کند.